# Andrzej Stadnicki
Andrzej Stadnicki ze Żmigrodu herbu Szreniawa bez Krzyża (ur. ?, zm. 1551) – podkomorzy przemyski, potem kasztelan sanocki.
Syn Mikołaja Stadnickiego, kasztelana przemyskiego i Barbary, córki burgrabiego krakowskiego Jana Gałki, która w posagu wniosła mężowi Nowy Żmigród, Solinę. Brat Stanisława, podkomorzego przemyskiego, kasztelana sanockiego i zawichojskiego. W 1487 zapisał się w semestrze zimowym na Uniwersytet Krakowski. Naukę porzucił zapewne po śmierci ojca w 1490. W latach 1495–1510, zarządzał  w imieniu matki i rodzeństwa dobrami rodzinnymi, przy czym aktywność jego w tym okresie koncentrowała się na królewszczyznach w ziemi przemyskiej. W latach następnych porządkował stan dóbr po ojcu, starał się o wykupienie zastawionych przez niego wsi. Dobrami położonymi w ziemi krakowskiej zarządzała w tym czasie matka od 1497 zaczął  przejmować pod swój zarząd i te dobra.Po śmierci Jana Olbrachta znalazł się w otoczeniu nowego króla Aleksandra Jagiellończyka. W 1505 wziął udział w majowym sejmie w Radomiu, gdzie uzyskał zezwolenie króla na wykupienie królewszczyzny Kniahynice. Przed 1516 kupił Pakość w ziemi przemyskiej. Po bezpotomnej śmierci brata Jana przypadły mu z podziału z bratem Stanisławem w 1521 Łyszkowice i Waganowice w ziemi krakowskiej. W kwietniu 1529 pełnił funkcję komisarza królewskiego przy rozgraniczeniu Sanoka. 2 sierpnia 1530, zapewne również za poparciem wpływowego szwagra Piotra Kmity dostał swój pierwszy urząd ziemski, podkomorstwo przemyskie, nie przejawiał większej aktywności publicznej, poza stosunkowo częstym udziałem w charakterze komisarza królewskiego w komisjach rozpatrujących spory graniczne między dobrami królewskimi a własnością prywatną. 25 listopada 1535 otrzymał zwolnioną znowu przez młodszego brata Stanisława kasztelanię sanocką i pozostał na niej aż do śmierci. Zmarł pomiędzy 5 czerwca a 24 lipca 1551. Już w 1545 dokonał podziału majątku pomiędzy dzieci z dwóch małżeństw. Z pierwszego małżeństwa z Barbarą Salomonówną pozostawił  syna Stanisława (zm. 1583), od  1578 kasztelana sądeckiego, oraz córki: Barbarę i Annę. Drugą żoną była  Katarzyna Kmita, córka Katarzyny Tarnowskiej i Stanisława Kmity z Wiśnicza, wojewody ruskiego i kasztelana przemyskiego. Z tego małżeństwa miał synów: Marka (zm. ok. 1578), i Mikołaja (zm. 1579), burgrabiego krakowskiego, oraz córki Zofię i Jadwigę. Wdowa Katarzyna wyszła w 1554 powtórnie za mąż za kasztelana przemyskiego Stanisława Herburta.